# Olympische Sommerspiele 1964/Teilnehmer (Tschad)
| Gelbes Symbol für Goldmedaillen mit stilisierten Olympischen Ringen | Graues Symbol für Silbermedaillen mit stilisierten Olympischen Ringen | Braundes Symbol für Bronzemedaillen mit stilisierten Olympischen Ringen |
| ------------------------------------------------------------------- | --------------------------------------------------------------------- | ----------------------------------------------------------------------- |
| —                                                                   | —                                                                     | —                                                                       |

Tschad nahm erstmals an den Olympischen Sommerspielen 1964 in Tokio, Japan, mit einer Delegation von zwei Sportlern (beide Männer) teil.

## Teilnehmer nach Sportarten

### Leichtathletik
Laufen und Gehen
| Athleten   | Wettbewerb | Vorlauf    | Vorlauf | Halbfinale | Halbfinale | Finale        | Finale        | Rang |
| Athleten   | Wettbewerb | Zeit       | Rang    | Zeit       | Rang       | Zeit          | Rang          | Rang |
| ---------- | ---------- | ---------- | ------- | ---------- | ---------- | ------------- | ------------- | ---- |
| Männer     |            |            |         |            |            |               |               |      |
| Ahmed Issa | 800 m      | 1:49,7 min | 15      | 1:49,4 min | 19         | ausgeschieden | ausgeschieden | 19   |

Springen und Werfen
| Athleten       | Wettbewerb | Qualifikation | Qualifikation | Finale     | Finale | Rang |
| Athleten       | Wettbewerb | Weite/Höhe    | Rang          | Weite/Höhe | Rang   | Rang |
| -------------- | ---------- | ------------- | ------------- | ---------- | ------ | ---- |
| Männer         |            |               |               |            |        |      |
| Mahamat Idriss | Hochsprung | 2,06 m        | 1             | 2,09 m     | 9      | 9    |